# 单倍群C-M130
单倍群C-M130（英語：Haplogroup C-M130）是人类Y染色体DNA单倍群之一，与单倍群F同为单倍群CF的两个支系之一。

## 起源与分布
单倍群C大约于距今6万年前出现，应在M168突变发生后不久。现今该单倍群广泛分布于东南亚、中亚、西伯利亚、美洲、大洋洲的原始族群这中，其两个主要支系为C-F3393（C1）与C-M217（C2）。
单倍群C-F3393，也称为C1，分为C1a和C1b两支。C1a1(C-M8)主要分布在日本人中，在尼泊尔、韩国济州岛、亚美尼亚人、卡拜尔人以及中国辽宁的人群中都只发现过单个样本。C-V20(C1a2)在歐洲的旧石器时代遺址和極少量现代欧洲人中有发现。C-M356(C1b1a1)主要分佈於南亞，C-B65(C1b1a2)分佈於和平文化古人和現代東南亞和東亞南部人群，C-M38(C1b2a)是太平洋島嶼人群的主要單倍群之一，C-M347(C1b2b)在澳洲原住民中呈高頻分佈，在巴布亞人中也有分佈。
单倍群C-M217，也称为C2，於約距今三萬年前有共同祖先，起源于东南亚/东亚或中亚，此后从东至西已从中欧、土耳其遍及至美洲的哥伦比亚与委内瑞拉的瓦尤人，从北向南则从阿拉斯加的阿撒巴斯卡人一直到马来群岛都有出现。其主要分C2a(舊稱C2b)和C2b(舊稱C2c或C2e)两支，C2a-L1373的下游支系主要分布在蒙古族、西伯利亞的通古斯民族、卡尔梅克族、达斡尔族、鄂伦春族、鄂温克族、鄂温族、尼夫赫族、哈萨克族、哈扎拉族、鮮卑古人的考古樣本等，與古黑龍江石器人群有關，还分出一支C2a-P39，主要分布于美洲，C2b-F1067的下游支系主要分布在布里亚特族、汉族、朝鲜族、苗族、土家族、侗族、瑶族、白族等，亦出現於黃河流域多處新石器遺址。另分出一支C2c2-CTS4660，主要分布于岭南。
C在現代漢族占比約10%，漢族的C類型大多數為C2b-F1067，只有少數是其他類型。C2b-F1067亦出現於史前時代黃河流域的多處遺址。

## 舊版本系统树
C* (M130/Page51/RPS4Y711, M216)
- C1 F3393
  - C1a CTS11043
    - C1a1 M8
      - C1a1a P121
        - C1a1a1  CTS9336
          - C1a1a1a   CTS6678 Japan, South Korea (Seoul)
          - C1a1a1b   Z1356 Japan

        - C1a1a2  Z45460 China (Liaoning)

    - C1a2 (previously C6) V20
      - C1a2a V182
        - C1a2a1 V222 United Kingdom, Italy (Calabria), Greece, Hungary (Austrian Empire), Ukraine
        - C1a2a2 Z29329 Spain, Poland

      - C1a2b Z38888 Algeria, Armenians

  - C1b F1370
    - C1b1 K281
      - C1b1a B66/Z16458
        - C1b1a1（原名 C5） M356
        - C1b1a2 B65

    - C1b2 B477/Z31885
      - C1b2a（原名 C2） M38
        - C1b2a1 M208
          - C1b2a1a P33
          - C1b2a1b P54

      - C1b2b（原名 C4） M347
        - C1b2b1 M210
- C2（原名 C3） M217
  - C2a M93
  - C2b L1373/F1396
    - C2b1
      - C2b1a
        - C2b1a1
          - C2b1a1a P39

      - C2b1b（原名 C3c） M48

  - C2c C-P53.1
  - C2d P62
  - C2e F2613/Z1338
    - C2e1
      - C2e1a
        - C2e1a1a M407
- 其他：
  - C-P343[15]
  - C-P55: [16]